# Anne Lundmark
Anne Lundmark, född 1949, är en svensk orienterare som blev världsmästare i stafett 1976 och tog individuellt brons vid samma VM. Hon har även blivit svensk mästare tre gånger och tagit ett NM-brons. Lundmark är uppväxt i Sundsvall och inledde sin orienteringskarriär i Njurunda OK. Hon tävlade senare för Fjärås AIK. Hon vann damklassen i O-ringens femdagarstävling 1975.